# Swedish Masters 2017
Das Swedish Masters 2017 im Badminton fand vom 19. bis zum 22. Januar 2017 in Lund statt.

## Sieger und Platzierte
| Disziplin    | Gold                                  | Silber                           | Bronze                                    |
| ------------ | ------------------------------------- | -------------------------------- | ----------------------------------------- |
| Herreneinzel | Toby Penty                            | Setyaldi Putra Wibowo            | Mathias Borg                              |
| Herreneinzel | Toby Penty                            | Setyaldi Putra Wibowo            | Rasmus Gemke                              |
| Dameneinzel  | Mia Blichfeldt                        | Sofie Holmboe Dahl               | Clara Azurmendi                           |
| Dameneinzel  | Mia Blichfeldt                        | Sofie Holmboe Dahl               | Line Christophersen                       |
| Herrendoppel | Konstantin Abramov Alexandr Zinchenko | Richard Eidestedt Nico Ruponen   | Thomas Baures Léo Rossi                   |
| Herrendoppel | Konstantin Abramov Alexandr Zinchenko | Richard Eidestedt Nico Ruponen   | Filip Michael Duwall Myhren Jacob Nilsson |
| Damendoppel  | Clara Nistad Emma Wengberg            | Alexandra Bøje Lena Grebak       | Delphine Delrue Léa Palermo               |
| Damendoppel  | Clara Nistad Emma Wengberg            | Alexandra Bøje Lena Grebak       | Julie Finne-Ipsen Rikke S. Hansen         |
| Mixed        | Mikkel Mikkelsen Mai Surrow           | Mathias Bay-Smidt Alexandra Bøje | Thom Gicquel Delphine Delrue              |
| Mixed        | Mikkel Mikkelsen Mai Surrow           | Mathias Bay-Smidt Alexandra Bøje | Bastian Kersaudy Léa Palermo              |